# Ligue mondiale de volley-ball 2010 (Composition des équipes)
Cette page répertorie la liste des joueurs, de chaque nation, pouvant participer à la ligue mondiale 2010. Les clubs des joueurs sont ceux au moment de la validation de la liste à la FIVB.

## Allemagne
Entraîneur : Raúl Lozano  ; entraîneur-adjoint : Juan Manuel Serramalera 

## Argentine
Entraîneur : Javier Weber  ; entraîneur-adjoint : Flavio Leoni 

## Brésil
Entraîneur : Bernardo Rocha de Rezende  ; entraîneur-adjoint : Roberley Leonaldo 

## Bulgarie
Entraîneur : Silvano Prandi ; entraîneur-adjoint : Camillo Placi 

## Chine
Entraîneur : Zhou Jianan  ; entraîneur-adjoint : Xie Guochen 

## Corée du Sud
Entraîneur : Shin Chi-Yong  ; entraîneur-adjoint : Shin Young-Chul 

## Cuba
Entraîneur : Orlando Samuels Blackwood  ; entraîneur-adjoint : Idalberto Valdez Pedro 

## Égypte
Entraîneur : Antonio Giacobbe  ; entraîneur-adjoint : Sherif El Shemerly 

## États-Unis
Entraîneur : Alan Knipe  ; entraîneur-adjoint : Gary Sato 

## Finlande
Entraîneur : Mauro Berruto  ; entraîneur-adjoint : Andrea Brogioni 

## France
Entraîneur : Philippe Blain  ; entraîneur-adjoint : Olivier Lecat 

## Italie
Entraîneur : Andrea Anastasi  ; entraîneur-adjoint : Andrea Gardini 

## Pays-Bas
Entraîneur : Peter Blangé  ; entraîneur-adjoint : Arnold van Ree 

## Pologne
Entraîneur : Daniel Castellani  ; entraîneur-adjoint : Krzysztof Stelmach 

## Russie
Entraîneur : Daniele Bagnoli  ; entraîneur-adjoint : Yaroslav Antonov 

## Serbie
Entraîneur : Igor Kolaković  ; entraîneur-adjoint : Zeljko Bulatović 